# Yuntong
Yuntong (kinesiska: 云同乡, 云同) är en socken i Kina. Den ligger i provinsen Sichuan, i den sydvästra delen av landet, omkring 95 kilometer nordost om provinshuvudstaden Chengdu. Antalet invånare är 8 437. Befolkningen består av 4 005 kvinnor och 4 432 män. Barn under 15 år utgör 16,0 %, vuxna 15-64 år 70 %, och äldre över 65 år 13,0 %.
Genomsnittlig årsnederbörd är 1 156 millimeter. Den regnigaste månaden är juli, med i genomsnitt 309 mm nederbörd, och den torraste är december, med 8 mm nederbörd.